# Clasificación para la Eurocopa 2024
La Clasificación para la Eurocopa 2024 fue el torneo que determinó las selecciones clasificadas para la Eurocopa 2024 realizada en Alemania. El torneo se inició el 23 de marzo de 2023 y finalizó el 26 de marzo de 2024.

## Equipos participantes
Participaron en el proceso clasificatorio 53 de las 55 asociaciones de fútbol afiliadas a la UEFA. La selección alemana estaba automáticamente clasificada como organizadora de la Eurocopa y no participó en las eliminatorias.
El 20 de septiembre de 2022, el Comité Ejecutivo de la UEFA confirmó que la selección de Rusia no podría disputar la clasificación debido a la prohibición impuesta por la UEFA como respuesta a la invasión rusa de Ucrania en 2022.

### Sorteo
Para el sorteo se repartieron las 53 selecciones en siete bombos. Uno de ellos contenía las cuatro selecciones que disputarían la fase final de la Liga de las Naciones de la UEFA 2022-23, que se asignaron a un grupo de cinco selecciones. Las 49 selecciones restantes se repartieron en seis bombos según sus resultados en la Liga de Naciones 2022-23: un bombo con seis selecciones, de la posición 6 a la 10; cuatro bombos de 10 selecciones cada uno y un último bombo con las tres peores selecciones, que formaron parte de grupos de seis selecciones.
Existen enfrentamientos vetados que condicionaron el sorteo:
- Por razones políticas, España no podía enfrentarse a Gibraltar, Bielorrusia a Ucrania, Kosovo a Bosnia y Herzegovina ni a Serbia ni Armenia a Azerbaiyán.[4] Por consiguiente, estas selecciones no pueden coincidir en el mismo grupo.
- Por razones climatológicas (invierno severo) no podían coincidir en el mismo grupo tres o más de las siguientes selecciones: Bielorrusia, Estonia, Islas Feroe, Finlandia, Islandia, Letonia, Lituania, Suecia y Noruega.
- Por razones de distancias largas, no podía coincidir en el mismo grupo más de un par de las siguientes:
  - Azerbayán con Gibraltar, Islandia o Portugal.
  - Islandia con Chipre, Georgia o Israel. También Armenia, pero no podían coincidir por estar en el mismo bombo.
  - Kazajistán con Andorra, Inglaterra, Francia, Gibraltar, Islandia, Malta, Irlanda del Norte, Portugal, República de Irlanda, Escocia, España o Gales. También Islas Feroe, pero no podían coincidir por estar en el mismo bombo.

Los bombos estuvieron compuestos de la siguiente forma:
| Bombo UNL                                      | Bombo 1                                                             | Bombo 2 | Bombo 3 | Bombo 4 | Bombo 5 | Bombo 6                                      |
| ---------------------------------------------- | ------------------------------------------------------------------- | --- | --- | --- | --- | -------------------------------------------- |
| 1. Países Bajos 2. Croacia 3. España 4. Italia | 5. Dinamarca 6. Portugal 7. Bélgica 8. Hungría 9. Suiza 10. Polonia | 11. Francia 12. Austria 13. República Checa 14. Inglaterra 15. Gales 16. Israel 17. Bosnia y Herzegovina 18. Serbia 19. Escocia 20. Finlandia | 21. Ucrania 22. Islandia 23. Noruega 24. Eslovenia 25. Irlanda 26. Albania 27. Montenegro 28. Rumania 29. Suecia 30. Armenia | 31. Georgia 32. Grecia 33. Turquía 34. Kazajistán 35. Luxemburgo 36. Azerbaiyán 37. Kosovo 38. Bulgaria 39. Islas Feroe 40. Macedonia del Norte | 41. Eslovaquia 42. Irlanda del Norte 43. Chipre 44. Bielorrusia 45. Lituania 46. Gibraltar 47. Estonia 48. Letonia 49. Moldavia 50. Malta | 51. Andorra 52. San Marino 53. Liechtenstein |

El sorteo de la clasificación para la Eurocopa 2024 se celebró el día 9 de octubre de 2022 en el Festhalle (Fráncfort del Meno, Alemania) dos semanas después de haber finalizado la fase regular de la Liga de las Naciones de la UEFA 2022-23.

## Formato de competición
El torneo clasificatorio consta de una fase de grupos.
Las 53 selecciones participantes se distribuyeron en 10 grupos: 3 grupos de 6 equipos y 7 grupos de 5 equipos. En todos los grupos se jugó con un sistema de todos contra todos a partidos de ida y vuelta. Los equipos se clasificaron de acuerdo con los puntos obtenidos, que se otorgaron de la siguiente manera: 
- 3 puntos por partido ganado.
- 1 punto por partido empatado.
- 0 puntos por partido perdido.

Si, al término de los partidos de un grupo, dos o más equipos terminan empatados a puntos, se aplican los siguientes criterios de desempate:
- Mayor número de puntos obtenidos en los partidos jugados entre los equipos igualados.
- Mayor diferencia de goles en los resultados de los partidos jugados entre los equipos igualados.
- Mayor número de goles marcados en los partidos jugados entre los equipos igualados.
- Mayor número de goles marcados como visitante en los partidos jugados entre los equipos igualados.

Si después de aplicar los cuatro criterios anteriores todavía hay equipos que mantienen la igualdad, los criterios 1 a 4 se vuelven a aplicar exclusivamente a los partidos jugados entre estos equipos para determinar su posición final. Si este procedimiento no conduce a una decisión, se aplican los siguientes puntos de desempate:
- Mayor diferencia de goles en todos los partidos del grupo.
- Mayor número de goles marcados en todos los partidos del grupo.
- Mayor número de goles marcados como visitante en todos los partidos del grupo.
- El juego limpio en todos los partidos del grupo.
- Posición en el Ranking de coeficientes de la UEFA con que se inició este torneo.

Los dos primeros lugares de cada grupo se clasifican de manera directa para la Eurocopa 2024.

## Calendario
A continuación se muestra el calendario propuesto de la Liga de las Naciones de la UEFA 2022-23 y la Eurocopa 2024.
| Año  | Días y Mes              | Liga de las Naciones de la UEFA 2022-23 | Eurocopa 2024                         |
| ---- | ----------------------- | --------------------------------------- | ------------------------------------- |
| 2022 | 2-14 de junio           | Fase de grupos (Jornada cuádruple)      |                                       |
| 2022 | 22-27 de septiembre     | Fase de grupos (Jornada doble)          |                                       |
| 2023 | 23-28 de marzo          |                                         | Fase de clasificación (Jornada doble) |
| 2023 | 14-20 de junio          | Final four (Semifinales y final)        | Fase de clasificación (Jornada doble) |
| 2023 | 7-12 de septiembre      |                                         | Fase de clasificación (Jornada doble) |
| 2023 | 12-17 de octubre        |                                         | Fase de clasificación (Jornada doble) |
| 2023 | 16-21 de noviembre      |                                         | Fase de clasificación (Jornada doble) |
| 2024 | 21-26 de marzo          | Play-offs (Semifinales y final)         |                                       |
| 2024 | 14 de junio-14 de julio |                                         | Eurocopa 2024                         |

## Fase de clasificación
– En zona de clasificación para Alemania 2024.
     – No se clasificó directamente pero con los play-offs asegurados.
- Los horarios son correspondientes a la Hora central europea (CET) (UTC+1) y a la Hora central europea de verano (CEST) (UTC+2).

### Cuadro resumido
Clasificados para la Eurocopa 2024
     Accedieron a la segunda ronda (play-offs)
     Eliminados en la primera ronda
| Grupo A                                | Grupo B                                          | Grupo C                                   | Grupo D                                 | Grupo E                                         | Grupo F                                 | Grupo G                                | Grupo H                                     | Grupo I                               | Grupo J                                     |
| -------------------------------------- | ------------------------------------------------ | ----------------------------------------- | --------------------------------------- | ----------------------------------------------- | --------------------------------------- | -------------------------------------- | ------------------------------------------- | ------------------------------------- | ------------------------------------------- |
| Bandera de España · Bandera de Escocia | Bandera de Francia · Bandera de los Países Bajos | Bandera de Inglaterra · Bandera de Italia | Bandera de Turquía · Bandera de Croacia | Bandera de Albania · Bandera de República Checa | Bandera de Bélgica · Bandera de Austria | Bandera de Hungría · Bandera de Serbia | Bandera de Dinamarca · Bandera de Eslovenia | Bandera de Rumania · Bandera de Suiza | Bandera de Portugal · Bandera de Eslovaquia |
| Bandera de Noruega                     | Bandera de Grecia                                | Bandera de Ucrania                        | Bandera de Gales                        | Bandera de Polonia                              | Bandera de Suecia                       | Bandera de Montenegro                  | Bandera de Finlandia                        | Bandera de Israel                     | Bandera de Luxemburgo                       |
| Bandera de Georgia                     | Bandera de Irlanda                               | Bandera de Macedonia del Norte            | Bandera de Armenia                      | Bandera de Moldavia                             | Bandera de Azerbaiyán                   | Bandera de Lituania                    | Bandera de Kazajistán                       | Bandera de Bielorrusia                | Bandera de Islandia                         |
| Bandera de Chipre                      | Bandera de Gibraltar                             | Bandera de Malta                          | Bandera de Letonia                      | Bandera de Islas Feroe                          | Bandera de Estonia                      | Bandera de Bulgaria                    | Bandera de Irlanda del Norte                | Bandera de Kosovo                     | Bandera de Bosnia y Herzegovina             |
|                                        |                                                  |                                           |                                         |                                                 |                                         |                                        | Bandera de San Marino                       | Bandera de Andorra                    | Bandera de Liechtenstein                    |

### Grupo A
| Pos. | Equipo      | Pts. | PJ | G | E | P | GF | GC | Dif. | Clasificación                  |
| ---- | ----------- | ---- | -- | - | - | - | -- | -- | ---- | ------------------------------ |
| 1    | España (X)  | 21   | 8  | 7 | 0 | 1 | 25 | 5  | +20  | Eurocopa 2024                  |
| 2    | Escocia (X) | 17   | 8  | 5 | 2 | 1 | 17 | 8  | +9   | Eurocopa 2024                  |
| 3    | Noruega     | 11   | 8  | 3 | 2 | 3 | 14 | 12 | +2   |                                |
| 4    | Georgia (O) | 8    | 8  | 2 | 2 | 4 | 12 | 18 | −6   | Play-offs vía Liga de Naciones |
| 5    | Chipre      | 0    | 8  | 0 | 0 | 8 | 3  | 28 | −25  |                                |

 Fuente: UEFA
Criterios de clasificación: Puntos directos · Diferencia de goles en partidos directos · Goles a favor en partidos directos · Diferencia de goles
| Fecha                           | Lugar      | Local   |                    | Resultado |                    | Visitante |
| ------------------------------- | ---------- | ------- | ------------------ | --------- | ------------------ | --------- |
| 25 de marzo de 2023, 15:00      | Glasgow    | Escocia | Bandera de Escocia | 3 – 0     | Bandera de Chipre  | Chipre    |
| 25 de marzo de 2023, 20:45      | Málaga     | España  | Bandera de España  | 3 – 0     | Bandera de Noruega | Noruega   |
| 28 de marzo de 2023, 18:00      | Batumi     | Georgia | Bandera de Georgia | 1 – 1     | Bandera de Noruega | Noruega   |
| 28 de marzo de 2023, 20:45      | Glasgow    | Escocia | Bandera de Escocia | 2 – 0     | Bandera de España  | España    |
| 17 de junio de 2023, 18:00      | Oslo       | Noruega | Bandera de Noruega | 1 – 2     | Bandera de Escocia | Escocia   |
| 17 de junio de 2023, 20:45      | Lárnaca    | Chipre  | Bandera de Chipre  | 1 – 2     | Bandera de Georgia | Georgia   |
| 20 de junio de 2023, 20:45      | Oslo       | Noruega | Bandera de Noruega | 3 – 1     | Bandera de Chipre  | Chipre    |
| 20 de junio de 2023, 20:45      | Glasgow    | Escocia | Bandera de Escocia | 2 – 0     | Bandera de Georgia | Georgia   |
| 8 de septiembre de 2023, 18:00  | Tiflis     | Georgia | Bandera de Georgia | 1 – 7     | Bandera de España  | España    |
| 8 de septiembre de 2023, 20:45  | Lárnaca    | Chipre  | Bandera de Chipre  | 0 – 3     | Bandera de Escocia | Escocia   |
| 12 de septiembre de 2023, 20:45 | Oslo       | Noruega | Bandera de Noruega | 2 – 1     | Bandera de Georgia | Georgia   |
| 12 de septiembre de 2023, 20:45 | Granada    | España  | Bandera de España  | 6 – 0     | Bandera de Chipre  | Chipre    |
| 12 de octubre de 2023, 20:45    | Lárnaca    | Chipre  | Bandera de Chipre  | 0 – 4     | Bandera de Noruega | Noruega   |
| 12 de octubre de 2023, 20:45    | Sevilla    | España  | Bandera de España  | 2 – 0     | Bandera de Escocia | Escocia   |
| 15 de octubre de 2023, 15:00    | Tiflis     | Georgia | Bandera de Georgia | 4 – 0     | Bandera de Chipre  | Chipre    |
| 15 de octubre de 2023, 20:45    | Oslo       | Noruega | Bandera de Noruega | 0 – 1     | Bandera de España  | España    |
| 16 de noviembre de 2023, 18:00  | Tiflis     | Georgia | Bandera de Georgia | 2 – 2     | Bandera de Escocia | Escocia   |
| 16 de noviembre de 2023, 18:00  | Limasol    | Chipre  | Bandera de Chipre  | 1 – 3     | Bandera de España  | España    |
| 19 de noviembre de 2023, 20:45  | Glasgow    | Escocia | Bandera de Escocia | 3 – 3     | Bandera de Noruega | Noruega   |
| 19 de noviembre de 2023, 20:45  | Valladolid | España  | Bandera de España  | 3 – 1     | Bandera de Georgia | Georgia   |

### Grupo B
| Pos. | Equipo           | Pts. | PJ | G | E | P | GF | GC | Dif. | Clasificación                  |
| ---- | ---------------- | ---- | -- | - | - | - | -- | -- | ---- | ------------------------------ |
| 1    | Francia (X)      | 22   | 8  | 7 | 1 | 0 | 29 | 3  | +26  | Eurocopa 2024                  |
| 2    | Países Bajos (X) | 18   | 8  | 6 | 0 | 2 | 17 | 7  | +10  | Eurocopa 2024                  |
| 3    | Grecia           | 13   | 8  | 4 | 1 | 3 | 14 | 8  | +6   | Play-offs vía Liga de Naciones |
| 4    | Irlanda          | 6    | 8  | 2 | 0 | 6 | 9  | 10 | −1   |                                |
| 5    | Gibraltar        | 0    | 8  | 0 | 0 | 8 | 0  | 41 | −41  |                                |

 Fuente: UEFA
Criterios de clasificación: Puntos directos · Diferencia de goles en partidos directos · Goles a favor en partidos directos · Diferencia de goles
| Fecha                           | Lugar       | Local        |                             | Resultado |                             | Visitante    |
| ------------------------------- | ----------- | ------------ | --------------------------- | --------- | --------------------------- | ------------ |
| 24 de marzo de 2023, 20:45      | Saint-Denis | Francia      | Bandera de Francia          | 4 – 0     | Bandera de los Países Bajos | Países Bajos |
| 24 de marzo de 2023, 20:45      | Faro-Loulé  | Gibraltar    | Bandera de Gibraltar        | 0 – 3     | Bandera de Grecia           | Grecia       |
| 27 de marzo de 2023, 20:45      | Róterdam    | Países Bajos | Bandera de los Países Bajos | 3 – 0     | Bandera de Gibraltar        | Gibraltar    |
| 27 de marzo de 2023, 20:45      | Dublín      | Irlanda      | Bandera de Irlanda          | 0 – 1     | Bandera de Francia          | Francia      |
| 16 de junio de 2023, 20:45      | Faro-Loulé  | Gibraltar    | Bandera de Gibraltar        | 0 – 3     | Bandera de Francia          | Francia      |
| 16 de junio de 2023, 20:45      | Atenas      | Grecia       | Bandera de Grecia           | 2 – 1     | Bandera de Irlanda          | Irlanda      |
| 19 de junio de 2023, 20:45      | Saint-Denis | Francia      | Bandera de Francia          | 1 – 0     | Bandera de Grecia           | Grecia       |
| 19 de junio de 2023, 20:45      | Dublín      | Irlanda      | Bandera de Irlanda          | 3 – 0     | Bandera de Gibraltar        | Gibraltar    |
| 7 de septiembre de 2023, 20:45  | París       | Francia      | Bandera de Francia          | 2 – 0     | Bandera de Irlanda          | Irlanda      |
| 7 de septiembre de 2023, 20:45  | Eindhoven   | Países Bajos | Bandera de los Países Bajos | 3 – 0     | Bandera de Grecia           | Grecia       |
| 10 de septiembre de 2023, 20:45 | Atenas      | Grecia       | Bandera de Grecia           | 5 – 0     | Bandera de Gibraltar        | Gibraltar    |
| 10 de septiembre de 2023, 20:45 | Dublín      | Irlanda      | Bandera de Irlanda          | 1 – 2     | Bandera de los Países Bajos | Países Bajos |
| 13 de octubre de 2023, 20:45    | Ámsterdam   | Países Bajos | Bandera de los Países Bajos | 1 – 2     | Bandera de Francia          | Francia      |
| 13 de octubre de 2023, 20:45    | Dublín      | Irlanda      | Bandera de Irlanda          | 0 – 2     | Bandera de Grecia           | Grecia       |
| 16 de octubre de 2023, 20:45    | Faro-Loulé  | Gibraltar    | Bandera de Gibraltar        | 0 – 4     | Bandera de Irlanda          | Irlanda      |
| 16 de octubre de 2023, 20:45    | Atenas      | Grecia       | Bandera de Grecia           | 0 – 1     | Bandera de los Países Bajos | Países Bajos |
| 18 de noviembre de 2023, 20:45  | Niza        | Francia      | Bandera de Francia          | 14 – 0    | Bandera de Gibraltar        | Gibraltar    |
| 18 de noviembre de 2023, 20:45  | Ámsterdam   | Países Bajos | Bandera de los Países Bajos | 1 – 0     | Bandera de Irlanda          | Irlanda      |
| 21 de noviembre de 2023, 20:45  | Faro-Loulé  | Gibraltar    | Bandera de Gibraltar        | 0 – 6     | Bandera de los Países Bajos | Países Bajos |
| 21 de noviembre de 2023, 20:45  | Atenas      | Grecia       | Bandera de Grecia           | 2 – 2     | Bandera de Francia          | Francia      |

- Nota: La selección de Gibraltar jugó sus partidos como local en el estadio Algarve, ubicado entre las ciudades de Faro-Loulé (Portugal), debido a que el estadio Victoria de Gibraltar (su sede habitual) no cumplió con los requisitos para albergar partidos oficiales de la UEFA.[7]

### Grupo C
| Pos. | Equipo              | Pts. | PJ | G | E | P | GF | GC | Dif. | Clasificación                  |
| ---- | ------------------- | ---- | -- | - | - | - | -- | -- | ---- | ------------------------------ |
| 1    | Inglaterra (X)      | 20   | 8  | 6 | 2 | 0 | 22 | 4  | +18  | Eurocopa 2024                  |
| 2    | Italia (X)          | 14   | 8  | 4 | 2 | 2 | 16 | 9  | +7   | Eurocopa 2024                  |
| 3    | Ucrania (O)         | 14   | 8  | 4 | 2 | 2 | 11 | 8  | +3   | Play-offs vía Liga de Naciones |
| 4    | Macedonia del Norte | 8    | 8  | 2 | 2 | 4 | 10 | 20 | −10  |                                |
| 5    | Malta               | 0    | 8  | 0 | 0 | 8 | 2  | 20 | −18  |                                |

 Fuente: UEFA
Criterios de clasificación: Puntos directos · Diferencia de goles en partidos directos · Goles a favor en partidos directos · Diferencia de goles
| Fecha                           | Lugar                   | Local               |                                | Resultado |                                | Visitante           |
| ------------------------------- | ----------------------- | ------------------- | ------------------------------ | --------- | ------------------------------ | ------------------- |
| 23 de marzo de 2023, 20:45      | Nápoles                 | Italia              | Bandera de Italia              | 1 – 2     | Bandera de Inglaterra          | Inglaterra          |
| 23 de marzo de 2023, 20:45      | Skopie                  | Macedonia del Norte | Bandera de Macedonia del Norte | 2 – 1     | Bandera de Malta               | Malta               |
| 26 de marzo de 2023, 18:00      | Londres                 | Inglaterra          | Bandera de Inglaterra          | 2 – 0     | Bandera de Ucrania             | Ucrania             |
| 26 de marzo de 2023, 20:45      | Ta' Qali                | Malta               | Bandera de Malta               | 0 – 2     | Bandera de Italia              | Italia              |
| 16 de junio de 2023, 20:45      | Ta' Qali                | Malta               | Bandera de Malta               | 0 – 4     | Bandera de Inglaterra          | Inglaterra          |
| 16 de junio de 2023, 20:45      | Skopie                  | Macedonia del Norte | Bandera de Macedonia del Norte | 2 – 3     | Bandera de Ucrania             | Ucrania             |
| 19 de junio de 2023, 18:00      | Trnava (Eslovaquia)     | Ucrania             | Bandera de Ucrania             | 1 – 0     | Bandera de Malta               | Malta               |
| 19 de junio de 2023, 20:45      | Mánchester              | Inglaterra          | Bandera de Inglaterra          | 7 – 0     | Bandera de Macedonia del Norte | Macedonia del Norte |
| 9 de septiembre de 2023, 18:00  | Breslavia (Polonia)     | Ucrania             | Bandera de Ucrania             | 1 – 1     | Bandera de Inglaterra          | Inglaterra          |
| 9 de septiembre de 2023, 20:45  | Skopie                  | Macedonia del Norte | Bandera de Macedonia del Norte | 1 – 1     | Bandera de Italia              | Italia              |
| 12 de septiembre de 2023, 20:45 | Milán                   | Italia              | Bandera de Italia              | 2 – 1     | Bandera de Ucrania             | Ucrania             |
| 12 de septiembre de 2023, 20:45 | Ta' Qali                | Malta               | Bandera de Malta               | 0 – 2     | Bandera de Macedonia del Norte | Macedonia del Norte |
| 14 de octubre de 2023, 15:00    | Praga (República Checa) | Ucrania             | Bandera de Ucrania             | 2 – 0     | Bandera de Macedonia del Norte | Macedonia del Norte |
| 14 de octubre de 2023, 20:45    | Bari                    | Italia              | Bandera de Italia              | 4 – 0     | Bandera de Malta               | Malta               |
| 17 de octubre de 2023, 20:45    | Londres                 | Inglaterra          | Bandera de Inglaterra          | 3 – 1     | Bandera de Italia              | Italia              |
| 17 de octubre de 2023, 20:45    | Ta' Qali                | Malta               | Bandera de Malta               | 1 – 3     | Bandera de Ucrania             | Ucrania             |
| 17 de noviembre de 2023, 20:45  | Londres                 | Inglaterra          | Bandera de Inglaterra          | 2 – 0     | Bandera de Malta               | Malta               |
| 17 de noviembre de 2023, 20:45  | Roma                    | Italia              | Bandera de Italia              | 5 – 2     | Bandera de Macedonia del Norte | Macedonia del Norte |
| 20 de noviembre de 2023, 20:45  | Skopie                  | Macedonia del Norte | Bandera de Macedonia del Norte | 1 – 1     | Bandera de Inglaterra          | Inglaterra          |
| 20 de noviembre de 2023, 20:45  | Leverkusen (Alemania)   | Ucrania             | Bandera de Ucrania             | 0 – 0     | Bandera de Italia              | Italia              |

- Nota: La selección de Ucrania disputó sus partidos como local en sedes neutrales por motivos de seguridad a causa de la invasión rusa a territorio ucraniano.[8]

### Grupo D
| Pos. | Equipo      | Pts. | PJ | G | E | P | GF | GC | Dif. | Clasificación                  |
| ---- | ----------- | ---- | -- | - | - | - | -- | -- | ---- | ------------------------------ |
| 1    | Turquía (X) | 17   | 8  | 5 | 2 | 1 | 14 | 7  | +7   | Eurocopa 2024                  |
| 2    | Croacia (X) | 16   | 8  | 5 | 1 | 2 | 13 | 4  | +9   | Eurocopa 2024                  |
| 3    | Gales       | 12   | 8  | 3 | 3 | 2 | 10 | 10 | 0    | Play-offs vía Liga de Naciones |
| 4    | Armenia     | 8    | 8  | 2 | 2 | 4 | 9  | 11 | −2   |                                |
| 5    | Letonia     | 3    | 8  | 1 | 0 | 7 | 5  | 19 | −14  |                                |

 Fuente: UEFA
Criterios de clasificación: Puntos directos · Diferencia de goles en partidos directos · Goles a favor en partidos directos · Diferencia de goles
| Fecha                           | Lugar     | Local   |                    | Resultado |                    | Visitante |
| ------------------------------- | --------- | ------- | ------------------ | --------- | ------------------ | --------- |
| 25 de marzo de 2023, 18:00      | Ereván    | Armenia | Bandera de Armenia | 1 – 2     | Bandera de Turquía | Turquía   |
| 25 de marzo de 2023, 20:45      | Split     | Croacia | Bandera de Croacia | 1 – 1     | Bandera de Gales   | Gales     |
| 28 de marzo de 2023, 20:45      | Bursa     | Turquía | Bandera de Turquía | 0 – 2     | Bandera de Croacia | Croacia   |
| 28 de marzo de 2023, 20:45      | Cardiff   | Gales   | Bandera de Gales   | 1 – 0     | Bandera de Letonia | Letonia   |
| 16 de junio de 2023, 20:45      | Riga      | Letonia | Bandera de Letonia | 2 – 3     | Bandera de Turquía | Turquía   |
| 16 de junio de 2023, 20:45      | Cardiff   | Gales   | Bandera de Gales   | 2 – 4     | Bandera de Armenia | Armenia   |
| 19 de junio de 2023, 18:00      | Ereván    | Armenia | Bandera de Armenia | 2 – 1     | Bandera de Letonia | Letonia   |
| 19 de junio de 2023, 20:45      | Samsun    | Turquía | Bandera de Turquía | 2 – 0     | Bandera de Gales   | Gales     |
| 8 de septiembre de 2023, 20:45  | Rijeka    | Croacia | Bandera de Croacia | 5 – 0     | Bandera de Letonia | Letonia   |
| 8 de septiembre de 2023, 20:45  | Eskişehir | Turquía | Bandera de Turquía | 1 – 1     | Bandera de Armenia | Armenia   |
| 11 de septiembre de 2023, 18:00 | Ereván    | Armenia | Bandera de Armenia | 0 – 1     | Bandera de Croacia | Croacia   |
| 11 de septiembre de 2023, 20:45 | Riga      | Letonia | Bandera de Letonia | 0 – 2     | Bandera de Gales   | Gales     |
| 12 de octubre de 2023, 18:00    | Riga      | Letonia | Bandera de Letonia | 2 – 0     | Bandera de Armenia | Armenia   |
| 12 de octubre de 2023, 20:45    | Osijek    | Croacia | Bandera de Croacia | 0 – 1     | Bandera de Turquía | Turquía   |
| 15 de octubre de 2023, 20:45    | Konya     | Turquía | Bandera de Turquía | 4 – 0     | Bandera de Letonia | Letonia   |
| 15 de octubre de 2023, 20:45    | Cardiff   | Gales   | Bandera de Gales   | 2 – 1     | Bandera de Croacia | Croacia   |
| 18 de noviembre de 2023, 15:00  | Ereván    | Armenia | Bandera de Armenia | 1 – 1     | Bandera de Gales   | Gales     |
| 18 de noviembre de 2023, 18:00  | Riga      | Letonia | Bandera de Letonia | 0 – 2     | Bandera de Croacia | Croacia   |
| 21 de noviembre de 2023, 20:45  | Zagreb    | Croacia | Bandera de Croacia | 1 – 0     | Bandera de Armenia | Armenia   |
| 21 de noviembre de 2023, 20:45  | Cardiff   | Gales   | Bandera de Gales   | 1 – 1     | Bandera de Turquía | Turquía   |

### Grupo E
| Pos. | Equipo              | Pts. | PJ | G | E | P | GF | GC | Dif. | Clasificación                  |
| ---- | ------------------- | ---- | -- | - | - | - | -- | -- | ---- | ------------------------------ |
| 1    | Albania (X)         | 15   | 8  | 4 | 3 | 1 | 12 | 4  | +8   | Eurocopa 2024                  |
| 2    | República Checa (X) | 15   | 8  | 4 | 3 | 1 | 12 | 6  | +6   | Eurocopa 2024                  |
| 3    | Polonia (O)         | 11   | 8  | 3 | 2 | 3 | 10 | 10 | 0    | Play-offs vía Liga de Naciones |
| 4    | Moldavia            | 10   | 8  | 2 | 4 | 2 | 7  | 10 | −3   |                                |
| 5    | Islas Feroe         | 2    | 8  | 0 | 2 | 6 | 2  | 13 | −11  |                                |

 Fuente: UEFA
Criterios de clasificación: Puntos directos · Diferencia de goles en partidos directos · Goles a favor en partidos directos · Diferencia de goles
| Fecha                           | Lugar    | Local           |                            | Resultado |                            | Visitante       |
| ------------------------------- | -------- | --------------- | -------------------------- | --------- | -------------------------- | --------------- |
| 24 de marzo de 2023, 20:45      | Praga    | República Checa | Bandera de República Checa | 3 – 1     | Bandera de Polonia         | Polonia         |
| 24 de marzo de 2023, 20:45      | Chisináu | Moldavia        | Bandera de Moldavia        | 1 – 1     | Bandera de Islas Feroe     | Islas Feroe     |
| 27 de marzo de 2023, 20:45      | Chisináu | Moldavia        | Bandera de Moldavia        | 0 – 0     | Bandera de República Checa | República Checa |
| 27 de marzo de 2023, 20:45      | Varsovia | Polonia         | Bandera de Polonia         | 1 – 0     | Bandera de Albania         | Albania         |
| 17 de junio de 2023, 20:45      | Tirana   | Albania         | Bandera de Albania         | 2 – 0     | Bandera de Moldavia        | Moldavia        |
| 17 de junio de 2023, 20:45      | Tórshavn | Islas Feroe     | Bandera de Islas Feroe     | 0 – 3     | Bandera de República Checa | República Checa |
| 20 de junio de 2023, 20:45      | Tórshavn | Islas Feroe     | Bandera de Islas Feroe     | 1 – 3     | Bandera de Albania         | Albania         |
| 20 de junio de 2023, 20:45      | Chisináu | Moldavia        | Bandera de Moldavia        | 3 – 2     | Bandera de Polonia         | Polonia         |
| 7 de septiembre de 2023, 20:45  | Praga    | República Checa | Bandera de República Checa | 1 – 1     | Bandera de Albania         | Albania         |
| 7 de septiembre de 2023, 20:45  | Varsovia | Polonia         | Bandera de Polonia         | 2 – 0     | Bandera de Islas Feroe     | Islas Feroe     |
| 10 de septiembre de 2023, 18:00 | Tórshavn | Islas Feroe     | Bandera de Islas Feroe     | 0 – 1     | Bandera de Moldavia        | Moldavia        |
| 10 de septiembre de 2023, 20:45 | Tirana   | Albania         | Bandera de Albania         | 2 – 0     | Bandera de Polonia         | Polonia         |
| 12 de octubre de 2023, 20:45    | Tórshavn | Islas Feroe     | Bandera de Islas Feroe     | 0 – 2     | Bandera de Polonia         | Polonia         |
| 12 de octubre de 2023, 20:45    | Tirana   | Albania         | Bandera de Albania         | 3 – 0     | Bandera de República Checa | República Checa |
| 15 de octubre de 2023, 18:00    | Pilsen   | República Checa | Bandera de República Checa | 1 – 0     | Bandera de Islas Feroe     | Islas Feroe     |
| 15 de octubre de 2023, 20:45    | Varsovia | Polonia         | Bandera de Polonia         | 1 – 1     | Bandera de Moldavia        | Moldavia        |
| 17 de noviembre de 2023, 20:45  | Chisináu | Moldavia        | Bandera de Moldavia        | 1 – 1     | Bandera de Albania         | Albania         |
| 17 de noviembre de 2023, 20:45  | Varsovia | Polonia         | Bandera de Polonia         | 1 – 1     | Bandera de República Checa | República Checa |
| 20 de noviembre de 2023, 20:45  | Tirana   | Albania         | Bandera de Albania         | 0 – 0     | Bandera de Islas Feroe     | Islas Feroe     |
| 20 de noviembre de 2023, 20:45  | Olomouc  | República Checa | Bandera de República Checa | 3 – 0     | Bandera de Moldavia        | Moldavia        |

### Grupo F
| Pos. | Equipo      | Pts. | PJ | G | E | P | GF | GC | Dif. | Clasificación                  |
| ---- | ----------- | ---- | -- | - | - | - | -- | -- | ---- | ------------------------------ |
| 1    | Bélgica (X) | 20   | 8  | 6 | 2 | 0 | 22 | 4  | +18  | Eurocopa 2024                  |
| 2    | Austria (X) | 19   | 8  | 6 | 1 | 1 | 17 | 7  | +10  | Eurocopa 2024                  |
| 3    | Suecia      | 10   | 8  | 3 | 1 | 4 | 14 | 12 | +2   |                                |
| 4    | Azerbaiyán  | 7    | 8  | 2 | 1 | 5 | 7  | 17 | −10  |                                |
| 5    | Estonia     | 1    | 8  | 0 | 1 | 7 | 2  | 22 | −20  | Play-offs vía Liga de Naciones |

 Fuente: UEFA
Criterios de clasificación: Puntos directos · Diferencia de goles en partidos directos · Goles a favor en partidos directos · Diferencia de goles
| Fecha                           | Lugar    | Local      |                       | Resultado |                       | Visitante  |
| ------------------------------- | -------- | ---------- | --------------------- | --------- | --------------------- | ---------- |
| 24 de marzo de 2023, 20:45      | Linz     | Austria    | Bandera de Austria    | 4 – 1     | Bandera de Azerbaiyán | Azerbaiyán |
| 24 de marzo de 2023, 20:45      | Solna    | Suecia     | Bandera de Suecia     | 0 – 3     | Bandera de Bélgica    | Bélgica    |
| 27 de marzo de 2023, 20:45      | Linz     | Austria    | Bandera de Austria    | 2 – 1     | Bandera de Estonia    | Estonia    |
| 27 de marzo de 2023, 20:45      | Solna    | Suecia     | Bandera de Suecia     | 5 – 0     | Bandera de Azerbaiyán | Azerbaiyán |
| 17 de junio de 2023, 18:00      | Bakú     | Azerbaiyán | Bandera de Azerbaiyán | 1 – 1     | Bandera de Estonia    | Estonia    |
| 17 de junio de 2023, 20:45      | Bruselas | Bélgica    | Bandera de Bélgica    | 1 – 1     | Bandera de Austria    | Austria    |
| 20 de junio de 2023, 20:45      | Viena    | Austria    | Bandera de Austria    | 2 – 0     | Bandera de Suecia     | Suecia     |
| 20 de junio de 2023, 20:45      | Tallín   | Estonia    | Bandera de Estonia    | 0 – 3     | Bandera de Bélgica    | Bélgica    |
| 9 de septiembre de 2023, 15:00  | Bakú     | Azerbaiyán | Bandera de Azerbaiyán | 0 – 1     | Bandera de Bélgica    | Bélgica    |
| 9 de septiembre de 2023, 18:00  | Tallín   | Estonia    | Bandera de Estonia    | 0 – 5     | Bandera de Suecia     | Suecia     |
| 12 de septiembre de 2023, 20:45 | Bruselas | Bélgica    | Bandera de Bélgica    | 5 – 0     | Bandera de Estonia    | Estonia    |
| 12 de septiembre de 2023, 20:45 | Solna    | Suecia     | Bandera de Suecia     | 1 – 3     | Bandera de Austria    | Austria    |
| 13 de octubre de 2023, 18:00    | Tallín   | Estonia    | Bandera de Estonia    | 0 – 2     | Bandera de Azerbaiyán | Azerbaiyán |
| 13 de octubre de 2023, 20:45    | Viena    | Austria    | Bandera de Austria    | 2 – 3     | Bandera de Bélgica    | Bélgica    |
| 16 de octubre de 2023, 18:00    | Bakú     | Azerbaiyán | Bandera de Azerbaiyán | 0 – 1     | Bandera de Austria    | Austria    |
| 16 de octubre de 2023, 20:45    | Bruselas | Bélgica    | Bandera de Bélgica    | 1 – 1     | Bandera de Suecia     | Suecia     |
| 16 de noviembre de 2023, 18:00  | Bakú     | Azerbaiyán | Bandera de Azerbaiyán | 3 – 0     | Bandera de Suecia     | Suecia     |
| 16 de noviembre de 2023, 20:45  | Tallín   | Estonia    | Bandera de Estonia    | 0 – 2     | Bandera de Austria    | Austria    |
| 19 de noviembre de 2023, 18:00  | Bruselas | Bélgica    | Bandera de Bélgica    | 5 – 0     | Bandera de Azerbaiyán | Azerbaiyán |
| 19 de noviembre de 2023, 18:00  | Solna    | Suecia     | Bandera de Suecia     | 2 – 0     | Bandera de Estonia    | Estonia    |

### Grupo G
| Pos. | Equipo      | Pts. | PJ | G | E | P | GF | GC | Dif. | Clasificación |
| ---- | ----------- | ---- | -- | - | - | - | -- | -- | ---- | ------------- |
| 1    | Hungría (X) | 18   | 8  | 5 | 3 | 0 | 16 | 7  | +9   | Eurocopa 2024 |
| 2    | Serbia (X)  | 14   | 8  | 4 | 2 | 2 | 15 | 9  | +6   | Eurocopa 2024 |
| 3    | Montenegro  | 11   | 8  | 3 | 2 | 3 | 9  | 11 | −2   |               |
| 4    | Lituania    | 6    | 8  | 1 | 3 | 4 | 8  | 14 | −6   |               |
| 5    | Bulgaria    | 4    | 8  | 0 | 4 | 4 | 7  | 14 | −7   |               |

 Fuente: UEFA
Criterios de clasificación: Puntos directos · Diferencia de goles en partidos directos · Goles a favor en partidos directos · Diferencia de goles
| Fecha                           | Lugar     | Local      |                       | Resultado |                       | Visitante  |
| ------------------------------- | --------- | ---------- | --------------------- | --------- | --------------------- | ---------- |
| 24 de marzo de 2023, 18:00      | Razgrad   | Bulgaria   | Bandera de Bulgaria   | 0 – 1     | Bandera de Montenegro | Montenegro |
| 24 de marzo de 2023, 20:45      | Belgrado  | Serbia     | Bandera de Serbia     | 2 – 0     | Bandera de Lituania   | Lituania   |
| 27 de marzo de 2023, 20:45      | Budapest  | Hungría    | Bandera de Hungría    | 3 – 0     | Bandera de Bulgaria   | Bulgaria   |
| 27 de marzo de 2023, 20:45      | Podgorica | Montenegro | Bandera de Montenegro | 0 – 2     | Bandera de Serbia     | Serbia     |
| 17 de junio de 2023, 15:00      | Kaunas    | Lituania   | Bandera de Lituania   | 1 – 1     | Bandera de Bulgaria   | Bulgaria   |
| 17 de junio de 2023, 18:00      | Podgorica | Montenegro | Bandera de Montenegro | 0 – 0     | Bandera de Hungría    | Hungría    |
| 20 de junio de 2023, 20:45      | Razgrad   | Bulgaria   | Bandera de Bulgaria   | 1 – 1     | Bandera de Serbia     | Serbia     |
| 20 de junio de 2023, 20:45      | Budapest  | Hungría    | Bandera de Hungría    | 2 – 0     | Bandera de Lituania   | Lituania   |
| 7 de septiembre de 2023, 18:00  | Kaunas    | Lituania   | Bandera de Lituania   | 2 – 2     | Bandera de Montenegro | Montenegro |
| 7 de septiembre de 2023, 20:45  | Belgrado  | Serbia     | Bandera de Serbia     | 1 – 2     | Bandera de Hungría    | Hungría    |
| 10 de septiembre de 2023, 18:00 | Podgorica | Montenegro | Bandera de Montenegro | 2 – 1     | Bandera de Bulgaria   | Bulgaria   |
| 10 de septiembre de 2023, 20:45 | Kaunas    | Lituania   | Bandera de Lituania   | 1 – 3     | Bandera de Serbia     | Serbia     |
| 14 de octubre de 2023, 18:00    | Sofia     | Bulgaria   | Bandera de Bulgaria   | 0 – 2     | Bandera de Lituania   | Lituania   |
| 14 de octubre de 2023, 20:45    | Budapest  | Hungría    | Bandera de Hungría    | 2 – 1     | Bandera de Serbia     | Serbia     |
| 17 de octubre de 2023, 20:45    | Kaunas    | Lituania   | Bandera de Lituania   | 2 – 2     | Bandera de Hungría    | Hungría    |
| 17 de octubre de 2023, 20:45    | Belgrado  | Serbia     | Bandera de Serbia     | 3 – 1     | Bandera de Montenegro | Montenegro |
| 16 de noviembre de 2023, 20:45  | Plovdiv   | Bulgaria   | Bandera de Bulgaria   | 2 – 2     | Bandera de Hungría    | Hungría    |
| 16 de noviembre de 2023, 20:45  | Podgorica | Montenegro | Bandera de Montenegro | 2 – 0     | Bandera de Lituania   | Lituania   |
| 19 de noviembre de 2023, 15:00  | Budapest  | Hungría    | Bandera de Hungría    | 3 – 1     | Bandera de Montenegro | Montenegro |
| 19 de noviembre de 2023, 15:00  | Leskovac  | Serbia     | Bandera de Serbia     | 2 – 2     | Bandera de Bulgaria   | Bulgaria   |

### Grupo H
| Pos. | Equipo            | Pts. | PJ | G | E | P  | GF | GC | Dif. | Clasificación                  |
| ---- | ----------------- | ---- | -- | - | - | -- | -- | -- | ---- | ------------------------------ |
| 1    | Dinamarca (X)     | 22   | 10 | 7 | 1 | 2  | 19 | 10 | +9   | Eurocopa 2024                  |
| 2    | Eslovenia (X)     | 22   | 10 | 7 | 1 | 2  | 20 | 9  | +11  | Eurocopa 2024                  |
| 3    | Finlandia         | 18   | 10 | 6 | 0 | 4  | 18 | 10 | +8   | Play-offs vía Liga de Naciones |
| 4    | Kazajistán        | 18   | 10 | 6 | 0 | 4  | 16 | 12 | +4   | Play-offs vía Liga de Naciones |
| 5    | Irlanda del Norte | 9    | 10 | 3 | 0 | 7  | 9  | 13 | −4   |                                |
| 6    | San Marino        | 0    | 10 | 0 | 0 | 10 | 3  | 31 | −28  |                                |

 Fuente: UEFA
Criterios de clasificación: Puntos directos · Diferencia de goles en partidos directos · Goles a favor en partidos directos · Diferencia de goles
| Fecha                           | Lugar          | Local             |                              | Resultado |                              | Visitante         |
| ------------------------------- | -------------- | ----------------- | ---------------------------- | --------- | ---------------------------- | ----------------- |
| 23 de marzo de 2023, 16:00      | Astaná         | Kazajistán        | Bandera de Kazajistán        | 1 – 2     | Bandera de Eslovenia         | Eslovenia         |
| 23 de marzo de 2023, 20:45      | Copenhague     | Dinamarca         | Bandera de Dinamarca         | 3 – 1     | Bandera de Finlandia         | Finlandia         |
| 23 de marzo de 2023, 20:45      | Serravalle     | San Marino        | Bandera de San Marino        | 0 – 2     | Bandera de Irlanda del Norte | Irlanda del Norte |
| 26 de marzo de 2023, 15:00      | Astaná         | Kazajistán        | Bandera de Kazajistán        | 3 – 2     | Bandera de Dinamarca         | Dinamarca         |
| 26 de marzo de 2023, 18:00      | Liubliana      | Eslovenia         | Bandera de Eslovenia         | 2 – 0     | Bandera de San Marino        | San Marino        |
| 26 de marzo de 2023, 20:45      | Belfast        | Irlanda del Norte | Bandera de Irlanda del Norte | 0 – 1     | Bandera de Finlandia         | Finlandia         |
| 16 de junio de 2023, 18:00      | Helsinki       | Finlandia         | Bandera de Finlandia         | 2 – 0     | Bandera de Eslovenia         | Eslovenia         |
| 16 de junio de 2023, 20:45      | Copenhague     | Dinamarca         | Bandera de Dinamarca         | 1 – 0     | Bandera de Irlanda del Norte | Irlanda del Norte |
| 16 de junio de 2023, 20:45      | Parma (Italia) | San Marino        | Bandera de San Marino        | 0 – 3     | Bandera de Kazajistán        | Kazajistán        |
| 19 de junio de 2023, 18:00      | Helsinki       | Finlandia         | Bandera de Finlandia         | 6 – 0     | Bandera de San Marino        | San Marino        |
| 19 de junio de 2023, 20:45      | Belfast        | Irlanda del Norte | Bandera de Irlanda del Norte | 0 – 1     | Bandera de Kazajistán        | Kazajistán        |
| 19 de junio de 2023, 20:45      | Liubliana      | Eslovenia         | Bandera de Eslovenia         | 1 – 1     | Bandera de Dinamarca         | Dinamarca         |
| 7 de septiembre de 2023, 16:00  | Astaná         | Kazajistán        | Bandera de Kazajistán        | 0 – 1     | Bandera de Finlandia         | Finlandia         |
| 7 de septiembre de 2023, 20:45  | Copenhague     | Dinamarca         | Bandera de Dinamarca         | 4 – 0     | Bandera de San Marino        | San Marino        |
| 7 de septiembre de 2023, 20:45  | Liubliana      | Eslovenia         | Bandera de Eslovenia         | 4 – 2     | Bandera de Irlanda del Norte | Irlanda del Norte |
| 10 de septiembre de 2023, 15:00 | Astaná         | Kazajistán        | Bandera de Kazajistán        | 1 – 0     | Bandera de Irlanda del Norte | Irlanda del Norte |
| 10 de septiembre de 2023, 18:00 | Helsinki       | Finlandia         | Bandera de Finlandia         | 0 – 1     | Bandera de Dinamarca         | Dinamarca         |
| 10 de septiembre de 2023, 20:45 | Serravalle     | San Marino        | Bandera de San Marino        | 0 – 4     | Bandera de Eslovenia         | Eslovenia         |
| 14 de octubre de 2023, 15:00    | Belfast        | Irlanda del Norte | Bandera de Irlanda del Norte | 3 – 0     | Bandera de San Marino        | San Marino        |
| 14 de octubre de 2023, 18:00    | Liubliana      | Eslovenia         | Bandera de Eslovenia         | 3 – 0     | Bandera de Finlandia         | Finlandia         |
| 14 de octubre de 2023, 20:45    | Copenhague     | Dinamarca         | Bandera de Dinamarca         | 3 – 1     | Bandera de Kazajistán        | Kazajistán        |
| 17 de octubre de 2023, 18:00    | Helsinki       | Finlandia         | Bandera de Finlandia         | 1 – 2     | Bandera de Kazajistán        | Kazajistán        |
| 17 de octubre de 2023, 20:45    | Belfast        | Irlanda del Norte | Bandera de Irlanda del Norte | 0 – 1     | Bandera de Eslovenia         | Eslovenia         |
| 17 de octubre de 2023, 20:45    | Serravalle     | San Marino        | Bandera de San Marino        | 1 – 2     | Bandera de Dinamarca         | Dinamarca         |
| 17 de noviembre de 2023, 16:00  | Astaná         | Kazajistán        | Bandera de Kazajistán        | 3 – 1     | Bandera de San Marino        | San Marino        |
| 17 de noviembre de 2023, 18:00  | Helsinki       | Finlandia         | Bandera de Finlandia         | 4 – 0     | Bandera de Irlanda del Norte | Irlanda del Norte |
| 17 de noviembre de 2023, 20:45  | Copenhague     | Dinamarca         | Bandera de Dinamarca         | 2 – 1     | Bandera de Eslovenia         | Eslovenia         |
| 20 de noviembre de 2023, 20:45  | Belfast        | Irlanda del Norte | Bandera de Irlanda del Norte | 2 – 0     | Bandera de Dinamarca         | Dinamarca         |
| 20 de noviembre de 2023, 20:45  | Serravalle     | San Marino        | Bandera de San Marino        | 1 – 2     | Bandera de Finlandia         | Finlandia         |
| 20 de noviembre de 2023, 20:45  | Liubliana      | Eslovenia         | Bandera de Eslovenia         | 2 – 1     | Bandera de Kazajistán        | Kazajistán        |

### Grupo I
| Pos. | Equipo      | Pts. | PJ | G | E | P | GF | GC | Dif. | Clasificación                  |
| ---- | ----------- | ---- | -- | - | - | - | -- | -- | ---- | ------------------------------ |
| 1    | Rumania (X) | 22   | 10 | 6 | 4 | 0 | 16 | 5  | +11  | Eurocopa 2024                  |
| 2    | Suiza (X)   | 17   | 10 | 4 | 5 | 1 | 22 | 11 | +11  | Eurocopa 2024                  |
| 3    | Israel      | 15   | 10 | 4 | 3 | 3 | 11 | 11 | 0    | Play-offs vía Liga de Naciones |
| 4    | Bielorrusia | 12   | 10 | 3 | 3 | 4 | 9  | 14 | −5   |                                |
| 5    | Kosovo      | 11   | 10 | 2 | 5 | 3 | 10 | 10 | 0    |                                |
| 6    | Andorra     | 2    | 10 | 0 | 2 | 8 | 3  | 20 | −17  |                                |

 Fuente: UEFA
Criterios de clasificación: Puntos directos · Diferencia de goles en partidos directos · Goles a favor en partidos directos · Diferencia de goles
| Fecha                           | Lugar              | Local       |                        | Resultado |                        | Visitante   |
| ------------------------------- | ------------------ | ----------- | ---------------------- | --------- | ---------------------- | ----------- |
| 25 de marzo de 2023, 18:00      | Novi Sad (Serbia)  | Bielorrusia | Bandera de Bielorrusia | 0 – 5     | Bandera de Suiza       | Suiza       |
| 25 de marzo de 2023, 18:00      | Tel Aviv           | Israel      | Bandera de Israel      | 1 – 1     | Bandera de Kosovo      | Kosovo      |
| 25 de marzo de 2023, 20:45      | Andorra la Vieja   | Andorra     | Bandera de Andorra     | 0 – 2     | Bandera de Rumania     | Rumania     |
| 28 de marzo de 2023, 20:45      | Pristina           | Kosovo      | Bandera de Kosovo      | 1 – 1     | Bandera de Andorra     | Andorra     |
| 28 de marzo de 2023, 20:45      | Bucarest           | Rumania     | Bandera de Rumania     | 2 – 1     | Bandera de Bielorrusia | Bielorrusia |
| 28 de marzo de 2023, 20:45      | Ginebra            | Suiza       | Bandera de Suiza       | 3 – 0     | Bandera de Israel      | Israel      |
| 16 de junio de 2023, 20:45      | Andorra la Vieja   | Andorra     | Bandera de Andorra     | 1 – 2     | Bandera de Suiza       | Suiza       |
| 16 de junio de 2023, 20:45      | Budapest (Hungría) | Bielorrusia | Bandera de Bielorrusia | 1 – 2     | Bandera de Israel      | Israel      |
| 16 de junio de 2023, 20:45      | Pristina           | Kosovo      | Bandera de Kosovo      | 0 – 0     | Bandera de Rumania     | Rumania     |
| 19 de junio de 2023, 20:45      | Budapest (Hungría) | Bielorrusia | Bandera de Bielorrusia | 2 – 1     | Bandera de Kosovo      | Kosovo      |
| 19 de junio de 2023, 20:45      | Jerusalén          | Israel      | Bandera de Israel      | 2 – 1     | Bandera de Andorra     | Andorra     |
| 19 de junio de 2023, 20:45      | Lucerna            | Suiza       | Bandera de Suiza       | 2 – 2     | Bandera de Rumania     | Rumania     |
| 9 de septiembre de 2023, 18:00  | Andorra la Vieja   | Andorra     | Bandera de Andorra     | 0 – 0     | Bandera de Bielorrusia | Bielorrusia |
| 9 de septiembre de 2023, 20:45  | Pristina           | Kosovo      | Bandera de Kosovo      | 2 – 2     | Bandera de Suiza       | Suiza       |
| 9 de septiembre de 2023, 20:45  | Bucarest           | Rumania     | Bandera de Rumania     | 1 – 1     | Bandera de Israel      | Israel      |
| 12 de septiembre de 2023, 20:45 | Tel Aviv           | Israel      | Bandera de Israel      | 1 – 0     | Bandera de Bielorrusia | Bielorrusia |
| 12 de septiembre de 2023, 20:45 | Bucarest           | Rumania     | Bandera de Rumania     | 2 – 0     | Bandera de Kosovo      | Kosovo      |
| 12 de septiembre de 2023, 20:45 | Sion               | Suiza       | Bandera de Suiza       | 3 – 0     | Bandera de Andorra     | Andorra     |
| 12 de octubre de 2023, 20:45    | Andorra la Vieja   | Andorra     | Bandera de Andorra     | 0 – 3     | Bandera de Kosovo      | Kosovo      |
| 12 de octubre de 2023, 20:45    | Budapest (Hungría) | Bielorrusia | Bandera de Bielorrusia | 0 – 0     | Bandera de Rumania     | Rumania     |
| 15 de noviembre de 2023, 20:45  | Felcsút (Hungría)  | Israel      | Bandera de Israel      | 1 – 1     | Bandera de Suiza       | Suiza       |
| 15 de octubre de 2023, 18:00    | San Galo           | Suiza       | Bandera de Suiza       | 3 – 3     | Bandera de Bielorrusia | Bielorrusia |
| 15 de octubre de 2023, 20:45    | Bucarest           | Rumania     | Bandera de Rumania     | 4 – 0     | Bandera de Andorra     | Andorra     |
| 12 de noviembre de 2023, 20:45  | Pristina           | Kosovo      | Bandera de Kosovo      | 1 – 0     | Bandera de Israel      | Israel      |
| 18 de noviembre de 2023, 18:00  | Budapest (Hungría) | Bielorrusia | Bandera de Bielorrusia | 1 – 0     | Bandera de Andorra     | Andorra     |
| 18 de noviembre de 2023, 20:45  | Felcsút (Hungría)  | Israel      | Bandera de Israel      | 1 – 2     | Bandera de Rumania     | Rumania     |
| 18 de noviembre de 2023, 20:45  | Basilea            | Suiza       | Bandera de Suiza       | 1 – 1     | Bandera de Kosovo      | Kosovo      |
| 21 de noviembre de 2023, 20:45  | Andorra la Vieja   | Andorra     | Bandera de Andorra     | 0 – 2     | Bandera de Israel      | Israel      |
| 21 de noviembre de 2023, 20:45  | Pristina           | Kosovo      | Bandera de Kosovo      | 0 – 1     | Bandera de Bielorrusia | Bielorrusia |
| 21 de noviembre de 2023, 20:45  | Bucarest           | Rumania     | Bandera de Rumania     | 1 – 0     | Bandera de Suiza       | Suiza       |

### Grupo J
| Pos. | Equipo               | Pts. | PJ | G  | E | P  | GF | GC | Dif. | Clasificación                  |
| ---- | -------------------- | ---- | -- | -- | - | -- | -- | -- | ---- | ------------------------------ |
| 1    | Portugal (X)         | 30   | 10 | 10 | 0 | 0  | 36 | 2  | +34  | Eurocopa 2024                  |
| 2    | Eslovaquia (X)       | 22   | 10 | 7  | 1 | 2  | 17 | 8  | +9   | Eurocopa 2024                  |
| 3    | Luxemburgo           | 17   | 10 | 5  | 2 | 3  | 13 | 19 | −6   | Play-offs vía Liga de Naciones |
| 4    | Islandia             | 10   | 10 | 3  | 1 | 6  | 17 | 16 | +1   | Play-offs vía Liga de Naciones |
| 5    | Bosnia y Herzegovina | 9    | 10 | 3  | 0 | 7  | 9  | 20 | −11  | Play-offs vía Liga de Naciones |
| 6    | Liechtenstein        | 0    | 10 | 0  | 0 | 10 | 1  | 28 | −27  |                                |

 Fuente: UEFA
Criterios de clasificación: Puntos directos · Diferencia de goles en partidos directos · Goles a favor en partidos directos · Diferencia de goles
| Fecha                           | Lugar      | Local                |                                 | Resultado |                                 | Visitante            |
| ------------------------------- | ---------- | -------------------- | ------------------------------- | --------- | ------------------------------- | -------------------- |
| 23 de marzo de 2023, 20:45      | Zenica     | Bosnia y Herzegovina | Bandera de Bosnia y Herzegovina | 3 – 0     | Bandera de Islandia             | Islandia             |
| 23 de marzo de 2023, 20:45      | Lisboa     | Portugal             | Bandera de Portugal             | 4 – 0     | Bandera de Liechtenstein        | Liechtenstein        |
| 23 de marzo de 2023, 20:45      | Trnava     | Eslovaquia           | Bandera de Eslovaquia           | 0 – 0     | Bandera de Luxemburgo           | Luxemburgo           |
| 26 de marzo de 2023, 18:00      | Vaduz      | Liechtenstein        | Bandera de Liechtenstein        | 0 – 7     | Bandera de Islandia             | Islandia             |
| 26 de marzo de 2023, 20:45      | Luxemburgo | Luxemburgo           | Bandera de Luxemburgo           | 0 – 6     | Bandera de Portugal             | Portugal             |
| 26 de marzo de 2023, 20:45      | Bratislava | Eslovaquia           | Bandera de Eslovaquia           | 2 – 0     | Bandera de Bosnia y Herzegovina | Bosnia y Herzegovina |
| 17 de junio de 2023, 15:00      | Luxemburgo | Luxemburgo           | Bandera de Luxemburgo           | 2 – 0     | Bandera de Liechtenstein        | Liechtenstein        |
| 17 de junio de 2023, 20:45      | Reikiavik  | Islandia             | Bandera de Islandia             | 1 – 2     | Bandera de Eslovaquia           | Eslovaquia           |
| 17 de junio de 2023, 20:45      | Lisboa     | Portugal             | Bandera de Portugal             | 3 – 0     | Bandera de Bosnia y Herzegovina | Bosnia y Herzegovina |
| 20 de junio de 2023, 20:45      | Zenica     | Bosnia y Herzegovina | Bandera de Bosnia y Herzegovina | 0 – 2     | Bandera de Luxemburgo           | Luxemburgo           |
| 20 de junio de 2023, 20:45      | Reikiavik  | Islandia             | Bandera de Islandia             | 0 – 1     | Bandera de Portugal             | Portugal             |
| 20 de junio de 2023, 20:45      | Vaduz      | Liechtenstein        | Bandera de Liechtenstein        | 0 – 1     | Bandera de Eslovaquia           | Eslovaquia           |
| 8 de septiembre de 2023, 20:45  | Zenica     | Bosnia y Herzegovina | Bandera de Bosnia y Herzegovina | 2 – 1     | Bandera de Liechtenstein        | Liechtenstein        |
| 8 de septiembre de 2023, 20:45  | Luxemburgo | Luxemburgo           | Bandera de Luxemburgo           | 3 – 1     | Bandera de Islandia             | Islandia             |
| 8 de septiembre de 2023, 20:45  | Bratislava | Eslovaquia           | Bandera de Eslovaquia           | 0 – 1     | Bandera de Portugal             | Portugal             |
| 11 de septiembre de 2023, 20:45 | Reikiavik  | Islandia             | Bandera de Islandia             | 1 – 0     | Bandera de Bosnia y Herzegovina | Bosnia y Herzegovina |
| 11 de septiembre de 2023, 20:45 | Faro-Loulé | Portugal             | Bandera de Portugal             | 9 – 0     | Bandera de Luxemburgo           | Luxemburgo           |
| 11 de septiembre de 2023, 20:45 | Bratislava | Eslovaquia           | Bandera de Eslovaquia           | 3 – 0     | Bandera de Liechtenstein        | Liechtenstein        |
| 13 de octubre de 2023, 20:45    | Reikiavik  | Islandia             | Bandera de Islandia             | 1 – 1     | Bandera de Luxemburgo           | Luxemburgo           |
| 13 de octubre de 2023, 20:45    | Vaduz      | Liechtenstein        | Bandera de Liechtenstein        | 0 – 2     | Bandera de Bosnia y Herzegovina | Bosnia y Herzegovina |
| 13 de octubre de 2023, 20:45    | Oporto     | Portugal             | Bandera de Portugal             | 3 – 2     | Bandera de Eslovaquia           | Eslovaquia           |
| 16 de octubre de 2023, 20:45    | Zenica     | Bosnia y Herzegovina | Bandera de Bosnia y Herzegovina | 0 – 5     | Bandera de Portugal             | Portugal             |
| 16 de octubre de 2023, 20:45    | Reikiavik  | Islandia             | Bandera de Islandia             | 4 – 0     | Bandera de Liechtenstein        | Liechtenstein        |
| 16 de octubre de 2023, 20:45    | Luxemburgo | Luxemburgo           | Bandera de Luxemburgo           | 0 – 1     | Bandera de Eslovaquia           | Eslovaquia           |
| 16 de noviembre de 2023, 20:45  | Vaduz      | Liechtenstein        | Bandera de Liechtenstein        | 0 – 2     | Bandera de Portugal             | Portugal             |
| 16 de noviembre de 2023, 20:45  | Luxemburgo | Luxemburgo           | Bandera de Luxemburgo           | 4 – 1     | Bandera de Bosnia y Herzegovina | Bosnia y Herzegovina |
| 16 de noviembre de 2023, 20:45  | Bratislava | Eslovaquia           | Bandera de Eslovaquia           | 4 – 2     | Bandera de Islandia             | Islandia             |
| 19 de noviembre de 2023, 20:45  | Zenica     | Bosnia y Herzegovina | Bandera de Bosnia y Herzegovina | 1 – 2     | Bandera de Eslovaquia           | Eslovaquia           |
| 19 de noviembre de 2023, 20:45  | Vaduz      | Liechtenstein        | Bandera de Liechtenstein        | 0 – 1     | Bandera de Luxemburgo           | Luxemburgo           |
| 19 de noviembre de 2023, 20:45  | Lisboa     | Portugal             | Bandera de Portugal             | 2 – 0     | Bandera de Islandia             | Islandia             |

## Play-offs
Los equipos eliminados en la fase de clasificación lucharon por clasificarse para la fase final a través de los play-offs. Un total de doce equipos, tomados en función de la clasificación general de la Liga de Naciones de la UEFA 2022-23, forman parte del proceso.

### Sorteo
El sorteo de la eliminatoria de la UEFA EURO 2024 se llevó a cabo el jueves 23 de noviembre de 2023 en Nyon, Suiza.

### Determinación de selecciones
Los doce equipos que participan de los play-offs son separados en tres rutas de cuatro equipos cada una, denominadas Ruta C, Ruta B y Ruta A. Para determinar a los doce equipos que ingresan a los play-offs, se aplican los siguientes principios:
- Se asignan cuatro plazas de play-off a cada liga desde la Liga C a la Liga A, es decir, en orden alfabético inverso.
- Los cuatro ganadores de grupo de cada una de las ligas C, B y A ingresarán automáticamente a la ruta de play-off correspondiente a su liga.
- Los ganadores de grupo de las ligas C y B no pueden estar en una ruta de play-off con equipos mejor clasificados en la Liga de Naciones de la UEFA 2022-23.
- Si un ganador de grupo de las ligas C, B o A ya se ha clasificado directamente para la fase final de la Eurocopa 2024, su plaza en los play-offs será tomada por un nuevo equipo que será considerado sobre la base de la clasificación general de la Liga de Naciones de la UEFA 2022-23. A tales efectos, la plaza en cuestión será ocupada, en el orden que se establece a continuación, por:

1. el siguiente equipo mejor clasificado en la liga a la que pertenezca el ganador de grupo en cuestión que no se hubiera clasificado directamente para la fase final de la Eurocopa 2024 desde la fase de clasificación;
2. el ganador de grupo mejor clasificado de la Liga D, siempre y cuando éste no se hubiera clasificado directamente para la fase final de la Eurocopa 2024 desde la fase de clasificación;
3. el equipo mejor clasificado en la liga inmediatamente inferior a la que pertenezca el ganador de grupo en cuestión, excluyendo a los ganadores de grupo de dicha liga inferior y a los clasificados directamente para la fase final de la Eurocopa 2024 desde la fase de clasificación.

Clasificación final de la Liga de Naciones de la UEFA 2022-23
     – En zona de clasificación para los play-offs a Alemania 2024.
     – Clasificados para la Eurocopa Alemania 2024.
| Rank. | Equipo          | Equipo |
| ----- | --------------- | ------ |
| 1GG   | España          | (C)    |
| 2GG   | Croacia         | (C)    |
| 3GG   | Italia          | (C)    |
| 4GG   | Países Bajos    | (C)    |
| 5     | Dinamarca       | (C)    |
| 6     | Portugal        | (C)    |
| 7     | Bélgica         | (C)    |
| 8     | Hungría         | (C)    |
| 9     | Suiza           | (C)    |
| 10    | Alemania        | (A)    |
| 11    | Polonia         | (X)    |
| 12    | Francia         | (C)    |
| 13    | Austria         | (C)    |
| 14    | República Checa | (C)    |
| 15    | Inglaterra      | (C)    |
| 16    | Gales           | (X)    |

| Rank. | Equipo               | Equipo |
| ----- | -------------------- | ------ |
| 17GG  | Israel               | (X)    |
| 18GG  | Bosnia y Herzegovina | (X)    |
| 19GG  | Serbia               | (C)    |
| 20GG  | Escocia              | (C)    |
| 21    | Finlandia            | (X)    |
| 22    | Ucrania              | (X)    |
| 23    | Islandia             | (X)    |
| 24    | Noruega              |        |
| 25    | Eslovenia            | (C)    |
| 26    | Irlanda              |        |
| 27    | Albania              | (C)    |
| 28    | Montenegro           |        |
| 29    | Rumania              | (C)    |
| 30    | Suecia               |        |
| 31    | Armenia              |        |
| 32    | Rusia                | (D)    |

| Rank. | Equipo              | Equipo |
| ----- | ------------------- | ------ |
| 33GG  | Georgia             | (X)    |
| 34GG  | Grecia              | (X)    |
| 35GG  | Turquía             | (C)    |
| 36GG  | Kazajistán          | (X)    |
| 37    | Luxemburgo          | (X)    |
| 38    | Azerbaiyán          |        |
| 39    | Kosovo              |        |
| 40    | Bulgaria            |        |
| 41    | Islas Feroe         |        |
| 42    | Macedonia del Norte |        |
| 43    | Eslovaquia          | (C)    |
| 44    | Irlanda del Norte   |        |
| 45    | Chipre              |        |
| 46    | Bielorrusia         |        |
| 47    | Lituania            |        |
| 48    | Gibraltar           |        |

| Rank. | Equipo        | Equipo |
| ----- | ------------- | ------ |
| 49GG  | Estonia       | (X)    |
| 50GG  | Letonia       |        |
| 51    | Moldavia      |        |
| 52    | Malta         |        |
| 53    | Andorra       |        |
| 54    | San Marino    |        |
| 55    | Liechtenstein |        |

(X): Tienen asegurado los play-offs.
(C): Clasificados a la Eurocopa 2024.
(A): Anfitrión de la Eurocopa 2024, clasificado automáticamente.
(D): Descalificado.
GG: Ganador de grupo de su liga.
Fuente: UEFA
Desarrollo de los play-offs
Cada una de las tres rutas estará compuesta de dos semifinales y una final, todas a partido único.
Las semifinales se realizarán el 21 de marzo de 2024. Dentro de cada ruta, los equipos serán ordenados del 1 al 4 de acuerdo a su posición en la clasificación final de la Liga de Naciones de la UEFA 2022-23. Las semifinales se constituirán enfrentando al equipo 1 con el 4, y al 2 con el 3, actuando los equipos 1 y 2 en condición de local en sus respectivas semifinales. La final de cada ruta se realizará el 26 de marzo de 2024, determinándose al local por sorteo.
- Los horarios son correspondientes a la Hora central europea (CET) (UTC+1).

### Ruta A
|  | Semifinales | Semifinales    |             |       | Final | Final |
|  |             |                |             |       |       |       |
|  | 21 de marzo |                |             |       |       |       |
|  |             |                |             |       |       |       |
|  | Gales       | 4              |             |       |       |       |
|  | Gales       | 4              | 26 de marzo |       |       |       |
|  | Finlandia   | 1              |             |       |       |       |
|  | Finlandia   | 1              | Gales       | 0 (4) |       |       |
|  | 21 de marzo |                | Gales       | 0 (4) |       |       |
|  |             | Polonia (pen.) | 0 (5)       |       |       |       |
|  | Polonia     | Polonia (pen.) | 0 (5)       | 5     |       |       |
|  | Polonia     |                |             | 5     |       |       |
|  | Estonia     | 1              |             |       |       |       |
|  | Estonia     | 1              |             |       |       |       |

#### Semifinales
| 21 de marzo de 2024 | Polonia                                                                             | 5:1 (1:0) | Estonia    | Estadio Nacional, Varsovia                                                     |                                                                                |
| 20:45               | - Frankowski 22' - Zieliński 50' - Piotrowski 70' - Mets 73' (a.g.) - Szymański 76' | Reporte   | Vetkal 78' | Asistencia: 53 868 espectadores Árbitro(s): Slavko Vinčić VAR: Nejc Kajtazović | Asistencia: 53 868 espectadores Árbitro(s): Slavko Vinčić VAR: Nejc Kajtazović |

| 21 de marzo de 2024 | Gales                                                | 4:1 (2:1) | Finlandia | Cardiff City Stadium, Cardiff                                              |                                                                            |
| 20:45               | - Brooks 3' - Williams 38' - Johnson 47' - James 86' | Reporte   | Pukki 45' | Asistencia: 32 162 espectadores Árbitro(s): István Kovács VAR: Marco Fritz | Asistencia: 32 162 espectadores Árbitro(s): István Kovács VAR: Marco Fritz |

#### Final
| 26 de marzo de 2024 | Gales                                          | 0:0 (t. s.)(4:5 p.)        | Polonia                                                  | Cardiff City Stadium, Cardiff                       |                                                     |
| 20:45               |                                                | Reporte                    |                                                          | Árbitro(s): Daniele Orsato VAR: Massimiliano Irrati | Árbitro(s): Daniele Orsato VAR: Massimiliano Irrati |
|                     |                                                | Tiros desde el punto penal |                                                          |                                                     |                                                     |
|                     | Davies · Ki. Moore · Wilson · Williams · James |                            | Lewandowski · Szymański · Frankowski · Zalewski · Piątek |                                                     |                                                     |

### Ruta B
|  | Semifinales          | Semifinales |             |   | Final | Final |
|  |                      |             |             |   |       |       |
|  | 21 de marzo          |             |             |   |       |       |
|  |                      |             |             |   |       |       |
|  | Bosnia y Herzegovina | 1           |             |   |       |       |
|  | Bosnia y Herzegovina | 1           | 26 de marzo |   |       |       |
|  | Ucrania              | 2           |             |   |       |       |
|  | Ucrania              | 2           | Ucrania     | 2 |       |       |
|  | 21 de marzo          |             | Ucrania     | 2 |       |       |
|  |                      | Islandia    | 1           |   |       |       |
|  | Israel               | Islandia    | 1           | 1 |       |       |
|  | Israel               |             |             | 1 |       |       |
|  | Islandia             | 4           |             |   |       |       |
|  | Islandia             | 4           |             |   |       |       |

#### Semifinales
| 21 de marzo de 2024 | Israel            | 1:4 (1:2) | Islandia                                     | Estadio Ferenc Szusza, Budapest, Hungría                                     |                                                                              |
| 20:45               | Zahavi 31' (pen.) | Reporte   | - Guðmundsson 39', 83', 87' - Traustason 42' | Asistencia: 1226 espectadores Árbitro(s): Anthony Taylor VAR: Stuart Attwell | Asistencia: 1226 espectadores Árbitro(s): Anthony Taylor VAR: Stuart Attwell |

| 21 de marzo de 2024 | Bosnia y Herzegovina  | 1:2 (1:0) | Ucrania                      | Bilino Polje, Zenica                                                          |                                                                               |
| 20:45               | Matviyenko 56' (a.g.) | Reporte   | - Yaremchuk 85' - Dovbyk 88' | Asistencia: 10 992 espectadores Árbitro(s): Felix Zwayer VAR: Bastian Dankert | Asistencia: 10 992 espectadores Árbitro(s): Felix Zwayer VAR: Bastian Dankert |

#### Final
| 26 de marzo de 2024 | Ucrania                      | 2:1 (0:1) | Islandia        | Estadio Municipal, Breslavia, Polonia          |                                                |
| 20:45               | - Tsygankov 54' - Mudryk 84' | Reporte   | Guðmundsson 30' | Árbitro(s): Clément Turpin VAR: Jérôme Brisard | Árbitro(s): Clément Turpin VAR: Jérôme Brisard |

### Ruta C
|  | Semifinales | Semifinales |                |       | Final | Final |
|  |             |             |                |       |       |       |
|  | 21 de marzo |             |                |       |       |       |
|  |             |             |                |       |       |       |
|  | Georgia     | 2           |                |       |       |       |
|  | Georgia     | 2           | 26 de marzo    |       |       |       |
|  | Luxemburgo  | 0           |                |       |       |       |
|  | Luxemburgo  | 0           | Georgia (pen.) | 0 (4) |       |       |
|  | 21 de marzo |             | Georgia (pen.) | 0 (4) |       |       |
|  |             | Grecia      | 0 (2)          |       |       |       |
|  | Grecia      | Grecia      | 0 (2)          | 5     |       |       |
|  | Grecia      |             |                | 5     |       |       |
|  | Kazajistán  | 0           |                |       |       |       |
|  | Kazajistán  | 0           |                |       |       |       |

#### Semifinales
| 21 de marzo de 2024 | Georgia             | 2:0 (1:0) | Luxemburgo | Estadio Borís Paichadze, Tiflis                                                    |                                                                                    |
| 18:00               | Zivzivadze 40', 63' | Reporte   |            | Asistencia: 51 404 espectadores Árbitro(s): Sánchez Martínez VAR: Martínez Munuera | Asistencia: 51 404 espectadores Árbitro(s): Sánchez Martínez VAR: Martínez Munuera |

| 21 de marzo de 2024 | Grecia                                                                                    | 5:0 (4:0) | Kazajistán | Estadio Agia Sofía, Atenas                                                    |                                                                               |
| 20:45               | - Bakasetas 9' (pen.) - Pelkas 15' - Ioannidis 37' - Kourbelis 40' - Marochkin 86' (a.g.) | Reporte   |            | Asistencia: 25 200 espectadores Árbitro(s): Danny Makkelie VAR: Rob Dieperink | Asistencia: 25 200 espectadores Árbitro(s): Danny Makkelie VAR: Rob Dieperink |

#### Final
| 26 de marzo de 2024                             | Georgia                                                         | 0:0 (t. s.)(4:2 p.)        | Grecia                                           | Estadio Borís Paichadze, Tiflis                      |                                                      |
| 18:00                                           |                                                                 | Reporte                    |                                                  | Árbitro(s): Szymon Marciniak VAR: Tomasz Kwiatkowski | Árbitro(s): Szymon Marciniak VAR: Tomasz Kwiatkowski |
|                                                 |                                                                 | Tiros desde el punto penal |                                                  |                                                      |                                                      |
|                                                 | Kochorashvili · Davitashvili · Mikautadze · Dvali · Kvekveskiri |                            | Bakasetas · Masouras · Bouchalakis · Giakoumakis |                                                      |                                                      |
| Primera clasificación de Georgia a una Eurocopa |                                                                 |                            |                                                  |                                                      |                                                      |

## Clasificados
En la siguiente lista, aparecen los 20 clasificados por medio de este torneo (primera fase) junto a los 3 que se clasifican a través del Play-off de la Liga de Naciones de la UEFA 2022-23, además de Alemania (como organizador).

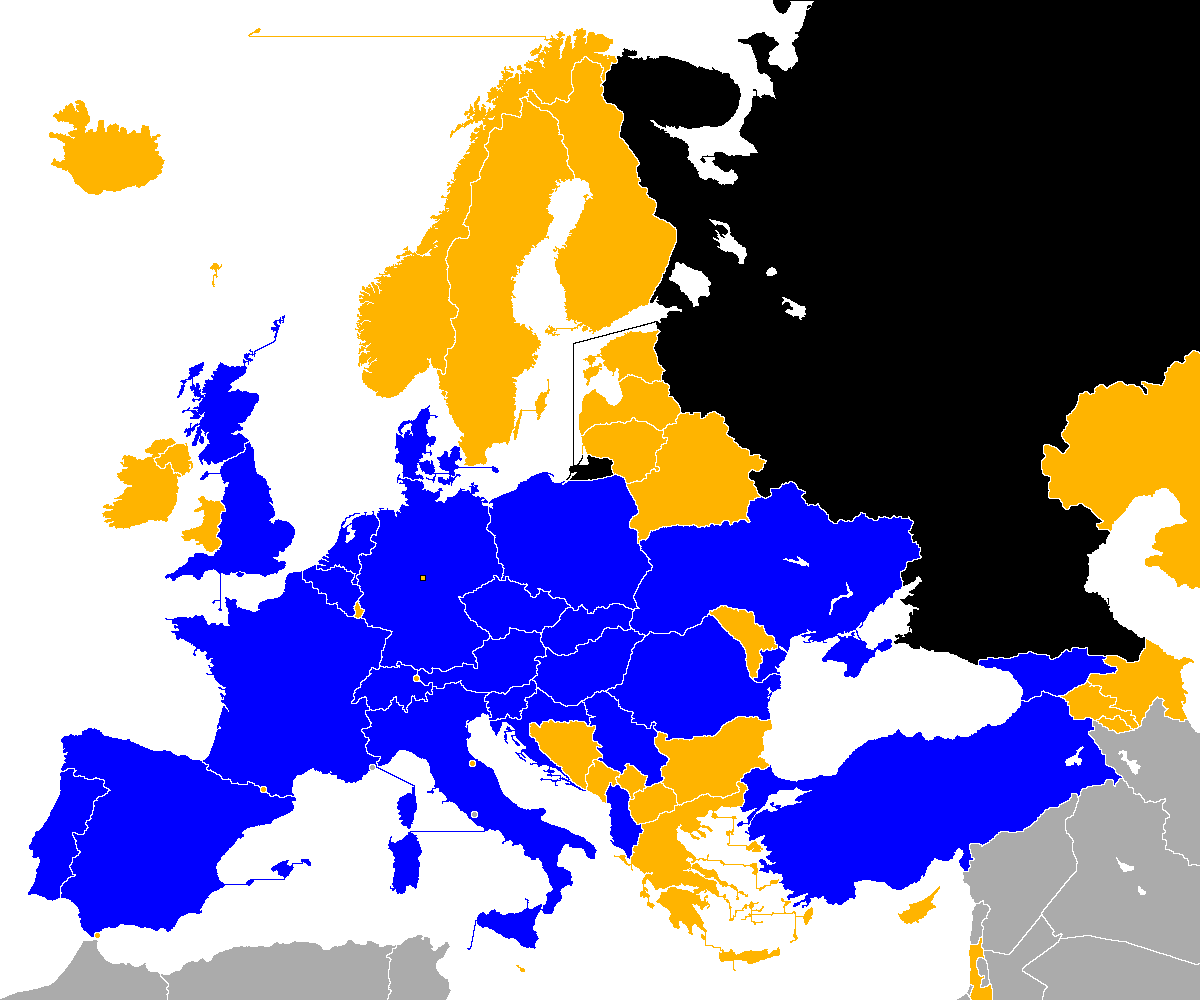
Clasificado a la Eurocopa 2024
Puede clasificar a la Eurocopa 2024
No clasificó a la Eurocopa 2024
No pertenece a la UEFA.
Países descalificados (Rusia).

| Bandera de Alemania    | Bandera de Bélgica      | Bandera de Francia      | Bandera de Portugal     |
| Alemania               | Bélgica                 | Francia                 | Portugal                |
| Organizador            | 1.º del grupo F         | 1.º del grupo B         | 1.º del grupo J         |
| Clasificado: 27/9/2018 | Clasificado: 13/10/2023 | Clasificado: 13/10/2023 | Clasificado: 13/10/2023 |

| Bandera de Escocia      | Bandera de España       | Bandera de Turquía      | Bandera de Austria      |
| Escocia                 | España                  | Turquía                 | Austria                 |
| 2.º del grupo A         | 1.º del grupo A         | 1.º del grupo D         | 2.º del grupo F         |
| Clasificado: 15/10/2023 | Clasificado: 15/10/2023 | Clasificado: 15/10/2023 | Clasificado: 16/10/2023 |

| Bandera de Inglaterra   | Bandera de Hungría      | Bandera de Eslovaquia   | Bandera de Albania      |  |
| Inglaterra              | Hungría                 | Eslovaquia              | Albania                 |  |
| 1.º del grupo C         | 1.º del grupo G         | 2.º del grupo J         | 1.º del grupo E         |  |
| Clasificado: 17/10/2023 | Clasificado: 16/11/2023 | Clasificado: 16/11/2023 | Clasificado: 17/11/2023 |  |

| Bandera de Dinamarca    | Bandera de Suiza        | Bandera de Rumania      | Bandera de los Países Bajos |
| Dinamarca               | Suiza                   | Rumania                 | Países Bajos                |
| 1.º del grupo H         | 2.º del grupo I         | 1.º del grupo I         | 2.º del grupo B             |
| Clasificado: 17/11/2023 | Clasificado: 18/11/2023 | Clasificado: 18/11/2023 | Clasificado: 18/11/2023     |

| Bandera de Serbia       | Bandera de República Checa | Bandera de Italia       | Bandera de Eslovenia    |
| Serbia                  | República Checa            | Italia                  | Eslovenia               |
| 2.º del grupo G         | 2.º del grupo E            | 2.º del grupo C         | 2.º del grupo H         |
| Clasificado: 19/11/2023 | Clasificado: 20/11/2023    | Clasificado: 20/11/2023 | Clasificado: 20/11/2023 |

| Bandera de Croacia      | Bandera de Polonia      | Bandera de Ucrania      | Bandera de Georgia      |
| Croacia                 | Polonia                 | Ucrania                 | Georgia                 |
| 2.º del Grupo D         | Play-off A              | Play-off B              | Play-off C              |
| Clasificado: 21/11/2023 | Clasificado: 26/03/2024 | Clasificado: 26/03/2024 | Clasificado: 26/03/2024 |

## Goleadores
| Jugador             | Equipo     | Goles |
| ------------------- | ---------- | ----- |
| Romelu Lukaku       | Bélgica    | 14    |
| Cristiano Ronaldo   | Portugal   | 10    |
| Kylian Mbappé       | Francia    | 9     |
| Harry Kane          | Inglaterra | 8     |
| Rasmus Højlund      | Dinamarca  | 7     |
| Scott McTominay     | Escocia    | 7     |
| Erling Haaland      | Noruega    | 6     |
| Zeki Amdouni        | Suiza      | 6     |
| Bruno Fernandes     | Portugal   | 6     |
| Giorgos Masouras    | Grecia     | 5     |
| Aleksandar Mitrović | Serbia     | 5     |
| Gerson Rodrigues    | Luxemburgo | 5     |
| Benjamin Šeško      | Eslovenia  | 5     |

### Jugadores con tres o más goles en un partido
| Pos. | Jugador             | Goles | Fecha                    | Local         |                          | Resultado |                                | Visitante           | Reporte          |
| ---- | ------------------- | ----- | ------------------------ | ------------- | ------------------------ | --------- | ------------------------------ | ------------------- | ---------------- |
| 1    | Rasmus Højlund      | 3     | 23 de marzo de 2023      | Dinamarca     | Bandera de Dinamarca     | 3 – 1     | Bandera de Finlandia           | Finlandia           | Jornada 1        |
| 2    | Romelu Lukaku       | 3     | 24 de marzo de 2023      | Suecia        | Bandera de Suecia        | 0 – 3     | Bandera de Bélgica             | Bélgica             | Jornada 1        |
| 3    | Renato Steffen      | 3     | 25 de marzo de 2023      | Bielorrusia   | Bandera de Bielorrusia   | 0 – 5     | Bandera de Suiza               | Suiza               | Jornada 1        |
| 4    | Aron Gunnarsson     | 3     | 26 de marzo de 2023      | Liechtenstein | Bandera de Liechtenstein | 0 – 7     | Bandera de Islandia            | Islandia            | Jornada 2        |
| 5    | Daniel Håkans       | 3     | 19 de junio de 2023      | Finlandia     | Bandera de Finlandia     | 6 – 0     | Bandera de San Marino          | San Marino          | Jornada 4        |
| 6    | Bukayo Saka         | 3     | 19 de junio de 2023      | Inglaterra    | Bandera de Inglaterra    | 7 – 0     | Bandera de Macedonia del Norte | Macedonia del Norte | Jornada 4        |
| 7    | Álvaro Morata       | 3     | 8 de septiembre de 2023  | Georgia       | Bandera de Georgia       | 1 – 7     | Bandera de España              | España              | Jornada 5        |
| 8    | Aleksandar Mitrović | 3     | 10 de septiembre de 2023 | Lituania      | Bandera de Lituania      | 1 – 3     | Bandera de Serbia              | Serbia              | Jornada 6        |
| 9    | Kylian Mbappé       | 3     | 18 de noviembre de 2023  | Francia       | Bandera de Francia       | 14 – 0    | Bandera de Gibraltar           | Gibraltar           | Jornada 9        |
| 10   | Romelu Lukaku       | 4     | 19 de noviembre de 2023  | Bélgica       | Bandera de Bélgica       | 5 – 0     | Bandera de Azerbaiyán          | Azerbaiyán          | Jornada 10       |
| 11   | Calvin Stengs       | 3     | 21 de noviembre de 2023  | Gibraltar     | Bandera de Gibraltar     | 0 – 6     | Bandera de los Países Bajos    | Países Bajos        | Jornada 10       |
| 12   | Albert Guðmundsson  | 3     | 21 de marzo de 2024      | Israel        | Bandera de Israel        | 1 – 4     | Bandera de Islandia            | Islandia            | Semifinal Ruta B |